# La ruta de Salina
 La ruta de Salina  (títol original en francès: La Route de Salina) és una pel·lícula franco-italiana dirigida per Georges Lautner, estrenada el 1970.Ha estat doblada al català.

## Argument
A la Carretera de Salina, Jonas un jove hippy, s'atura en una casa aïllada on una mare, Mara, i la seva filla, Billie, reconeixen immediatament en ell el seu fill i germà Rocky desaparegut quatre anys abans. Però quan Jonas ja no accepta ser Rocky per a la bella Billie de la qual s'ha enamorat, la situació es degrada.

## Repartiment
- Mimsy Farmer: Billie
- Robert Walker Jr.: Jonas
- Rita Hayworth: Mara
- Marc Porel: Rocky
- Ed Begley: Warren
- Sophie Hardy: Linda
- Albane Navizet: Pat
- Bruce Pecheur: Charlie
- David Sachs: El xèrif
- Ivano Staccioli